# Nosphistia
Nosphistia är ett släkte av fjärilar. Nosphistia ingår i familjen tjockhuvuden, överfamiljen Hesperioidea, ordningen fjärilar, klassen egentliga insekter, fylumet leddjur och riket djur.
Kladogram enligt Catalogue of Life:
| Nosphistia | \| \| Nosphistia perplexus \| \| \| \| \| \| Nosphistia solaris \| \| \| \| \| \| Nosphistia zonara \| \| \| \| |
|            | \| \| Nosphistia perplexus \| \| \| \| \| \| Nosphistia solaris \| \| \| \| \| \| Nosphistia zonara \| \| \| \| |
|            | Nosphistia perplexus                                                                                            |
|            | |
|            | Nosphistia solaris                                                                                              |
|            | |
|            | Nosphistia zonara                                                                                               |
|            | |